# ATP World Tour Finals 2011 - Doppio
Il doppio  dell'ATP World Tour Finals 2011 è stato un torneo di tennis facente parte dell'ATP World Tour 2011.
Daniel Nestor e Nenad Zimonjić erano i detentori del titolo ma durante il 2011 hanno cambiato partner. Zimonjić si è presentato al masters insieme a Michaël Llodra e non è riuscito a superare il round robin mentre Nestor si è qualificato insieme a Maks Mirny ed è riuscito a vincere nuovamente il torneo.
Daniel Nestor e Maks Mirny hanno battuto in finale 7–5, 6–3 Mariusz Fyrstenberg e Marcin Matkowski.

## Teste di serie
1. Bob Bryan /  Mike Bryan (semifinale)
2. Michaël Llodra /  Nenad Zimonjić (round robin)
3. Daniel Nestor /  Maks Mirny (campioni)
4. Mahesh Bhupathi /  Leander Paes (semifinale)

1. Rohan Bopanna /  Aisam-ul-Haq Qureshi (round robin)
2. Robert Lindstedt /  Horia Tecău (round robin)
3. Jürgen Melzer /  Philipp Petzschner (round robin)
4. Mariusz Fyrstenberg /  Marcin Matkowski (finale)

## Tabellone

### Legenda
| - Q = Qualificato - WC = Wild card - LL = Lucky loser | - ALT = Alternate - SE = Special Exempt - PR = Protected Ranking | - w/o = Walkover - r = Ritirato - d = Squalificato |

### Fase Finale
|  | Semifinali | Semifinali                           | Semifinali               | Semifinali | Semifinali |  |  | Finale | Finale                               | Finale                               | Finale | Finale |  |
|  |            |                                      |                          |            |            |  |  |        |                                      |                                      |        |        |  |
|  | 4          | Mahesh Bhupathi Leander Paes         | 4                        | 6          | [6]        |  |  |        |                                      |                                      |        |        |  |
|  | 8          | Mariusz Fyrstenberg Marcin Matkowski | 6                        | 4          | [10]       |  |  | 8      | Mariusz Fyrstenberg Marcin Matkowski | Mariusz Fyrstenberg Marcin Matkowski | 5      | 3      |  |
|  | 3          | Daniel Nestor Maks Mirny             | Daniel Nestor Maks Mirny | 7          | 6          |  |  | 3      | Maks Mirny Daniel Nestor             | Maks Mirny Daniel Nestor             | 7      | 6      |  |
|  | 1          | Bob Bryan Mike Bryan                 | Bob Bryan Mike Bryan     | 6          | 4          |  |  |        |                                      |                                      |        |        |  |

### Gruppo A
|   |                                  | Bryan               | Bhupathi Paes | Lindstedt Tecău | Melzer Petzschner   | RR V–P | Set V–P | Game V–P | Classifica |
| 1 | Bob Bryan Mike Bryan             |                     | 4–6, 2–6      | 6–1, 6–2        | 6(4)–7, 7–5, [10–7] | 2–1    | 4–3     | 32–27    | 2          |
| 4 | Mahesh Bhupathi Leander Paes     | 6–4, 6–2            |               | 6(6)–7, 1–6     | 7–5, 6–3            | 2–1    | 4–2     | 32–27    | 1          |
| 6 | Robert Lindstedt Horia Tecău     | 1–6, 2–6            | 7–6(6), 6–1   |                 | 3–6, 4–6            | 1–2    | 2–4     | 23–31    | 4          |
| 7 | Jürgen Melzer Philipp Petzschner | 7–6(4), 5–7, [7–10] | 5–7, 3–6      | 6–3, 6–4        |                     | 1–2    | 3–4     | 32–34    | 3          |

La classifica viene stilata in base ai seguenti criteri: 1) Numero di vittorie; 2) Numero di partite giocate; 3) Scontri diretti (in caso di due giocatori pari merito ); 4) Percentuale di set vinti o di games vinti (in caso di tre giocatori pari merito ); 5) Decisione della commissione.

### Gruppo B
|   |                                      | Llodra Zimonjić  | Nestor Mirny        | Bopanna Qureshi     | Fyrstenberg Matkowski | RR V-P | Set V-P | Game V-P | Classifica |
| 2 | Michaël Llodra Nenad Zimonjić        |                  | 6–4, 3–6, [7–10]    | 7–6(6), 6–3         | 4–6, 7–5, [9–11]      | 1–2    | 4–4     | 33–32    | 3          |
| 3 | Daniel Nestor Maks Mirny             | 4–6, 6–4, [10–7] |                     | 7–6(2), 4–6, [11–9] | 6–4, 6–3              | 3–0    | 6–2     | 35–29    | 1          |
| 5 | Rohan Bopanna Aisam-ul-Haq Qureshi   | 6(6)–7, 3–6      | 6(2)–7, 6–4, [9–11] |                     | 2–6, 1–6              | 0–3    | 1–6     | 24–37    | 4          |
| 8 | Mariusz Fyrstenberg Marcin Matkowski | 6–4, 5–7, [11–9] | 4–6, 3–6            | 6–2, 6–1            |                       | 2–1    | 4–3     | 31–26    | 2          |

La classifica viene stilata in base ai seguenti criteri: 1) Numero di vittorie; 2) Numero di partite giocate; 3) Scontri diretti (in caso di due giocatori pari merito ); 4) Percentuale di set vinti o di games vinti (in caso di tre giocatori pari merito ); 5) Decisione della commissione.